# کفرفیلا
کفر فیلا یکی از شهرهای لبنان و از توابع استان نبطیه است.

## موقعیت
کفرفیلا در جنوب لبنان قرار داشته و ۲۲ کیلومتر با مرکز استان نبطیه فاصله دارد.

## شخصیت‌ها
از خاندان‌های مشهور این ناحیه می‌توان به خاندان عسیران، محی الدین و زین اشاره کرد و همچنین از شخصیت‌های مشهور لبنانی برخاسته از این ناحیه باید نعیم قاسم را نام برد.